# نیتروژن دی‌اکسید
نیتروژن دی‌اکسید (به انگلیسی: Nitrogen dioxide) با فرمول شیمیایی NO
۲• یک ترکیب شیمیایی با شناسه پاب‌کم ۳۰۳۲۵۵۲ است. که جرم مولی آن ۴۶٫۰۰۵۵ g/mol می‌باشد. این گاز در دمای معمولی زرد و در دماهای بالاتر به رنگ قهوه‌ای سرخ‌فام(خرمایی رنگ) است و سمی و بویی بسیار تند و زننده دارد.
دی‌اکسید نیتروژن از مهمترین آلاینده‌های هوا به شمار می رود. هر سال میلیون‌ها تن از این گاز در اثر فعالیت‌های انسانی به ویژه مصرف سوخت‌های فسیلی تولید می‌شود. دی‌اکسید نیتروژن در ترکیب با هوای مرطوب تولید اسید نیتریک می‌کند که موجب پوسیدگی شدید فلزات می‌شود. همچنین در غلظت‌های بالا باعث ایجاد مه‌دود شده و میدان دید را به شدت کاهش می‌دهد و بر رشد گیاهان اثر منفی شدید دارد. این گاز از اثر گلخانه‌ای نیز برخوردار است.
غلضت بالای دی اکسید کربن و نیتروژن بر دستگاه تنفسی تاثیر منفی می گذارد و باعث وخیم شدن حال بیماران آسمی به خصوص کودکان می شود. همچنین دی اکسید نیتروژن باعث تولید  ازون می شود که علاوه بر تاثیر منفی بر دستگاه تنفسی باعث سوزش چشم هم می شود. علاوه بر این شواهدی مبنی بر ارتباط بین سرطان ریه و غلظت بالای دی اکسید نیتروژن وجود دارد.  یکی از مهمترین دلایل وجود دی اکسید نیتروژن در خانه، استفاده از اجاق های گازی برای آشپزی است.این گاز توسط موتورهای درون سوز خودروها خصوص موتور سیکلت ها که فاقد رادیاتور آبی خنک کننده هستند و از سیستم هوا خنک استفاده می کنند و موتور آنها بسیار داغ می شود نیز تولید می شود...
در واقع هوا که حاوی نیتروژن و اکسیژن است وارد موتور خودروها و موتور سیکلت ها می شود و نیتروژن و اکسیژن در دمای بالا در موتور آنها با هم واکنش می دهند و گاز [نیتروژن مونوکسید NO] تولید می شود و این گاز در اثر تابش نور خورشید در هوا مجدد با اکسیژن واکنش داده و NO2 تولید می کند.